# Afraid of Sunlight
Afraid of Sunlight è l'ottavo album in studio del gruppo musicale britannico Marillion, pubblicato il 24 giugno 1995 dalla EMI.

## Tracce
Testi di Steve Hogarth e John Helmer (eccetto dove indicato), musiche dei Marillion.
1. Gazpacho – 7:27
2. Cannibal Surf Babe – 5:44
3. Beautiful – 5:12 (testo: Steve Hogarth)
4. Afraid of Sunrise – 5:01
5. Out of This World – 7:54
6. Afraid of Sunlight – 6:49
7. Beyond You – 6:10
8. King – 7:03

CD bonus nella riedizione del 1999
1. Icon – 6:04
2. Live Forever – 4:34
3. Second Chance (aka Beautiful) (Previously Unreleased) – 5:14
4. Beyond You (Demo - Previously Unreleased) – 5:17
5. Cannibal Surf Babe (Studio Outtake - Previously Unreleased) – 5:59
6. Out of This World (Studio Outtake - Previously Unreleased) – 7:27
7. Bass Frenzy (Previously Unreleased) – 1:17
8. Mirages (Demo - Previously Unreleased) – 6:02
9. Afraid of Sunlight (Acoustic Demo - Previously Unreleased) – 6:51
10. Sympathy (for the Road Crew) (Video)

## Formazione
Gruppo
- Steve Hogarth – voce, arrangiamento, tastiera e percussioni aggiuntive, cori
- Steve Rothery – chitarra, arrangiamento
- Pete Trewavas – basso, arrangiamento, cori
- Mark Kelly – tastiera, arrangiamento
- Ian Mosley – batteria, percussioni, arrangiamento

Altri musicisti
- Wendy Paige – cori aggiuntivi (traccia 2)
- Barbara Lezmy – cori aggiuntivi (traccia 2)
- Hannah Stobart – cori aggiuntivi (traccia 3)

Produzione
- Dave Meegan – produzione, ingegneria del suono, arrangiamento, missaggio (eccetto tracce 2 e 3)
- Marillion – produzione
- Stuart Every – assistenza tecnica
- Michael Hunter – assistenza tecnica
- Andrea Wright – assistenza tecnica
- Nick Davies – missaggio (traccia 2)
- Michael Brauer – missaggio (traccia 3)

## Classifiche
| Classifica (1995) | Posizione massima |
| ----------------- | ----------------- |
| Germania          | 75                |
| Paesi Bassi       | 8                 |
| Regno Unito       | 16                |
| Svezia            | 34                |